# Acrostegastes affinis
Acrostegastes affinis är en insektsart som beskrevs av Schulthess Schindler 1898. Acrostegastes affinis ingår i släktet Acrostegastes och familjen gräshoppor. Inga underarter finns listade i Catalogue of Life.